# Rinconadas del Venado I
Rinconadas del Venado I är en ort i Mexiko.   Den ligger i kommunen Mineral de la Reforma och delstaten Hidalgo, i den sydöstra delen av landet, 80 km nordost om huvudstaden Mexico City. Rinconadas del Venado I ligger 2 354 meter över havet och antalet invånare är 1 072.
Terrängen runt Rinconadas del Venado I är kuperad norrut, men söderut är den platt. Runt Rinconadas del Venado I är det tätbefolkat, med 982 invånare per kvadratkilometer. Närmaste större samhälle är Pachuca de Soto, 6,7 km nordost om Rinconadas del Venado I. Omgivningarna runt Rinconadas del Venado I är i huvudsak ett öppet busklandskap.